# Taiping
Taiping – miasto w Malezji w stanie Perak. Według danych szacunkowych na rok 2007 liczy 223 294 mieszkańców. Ośrodek przemysłowy.